# Rebeca Necula
Rebeca Ioana Necula (n. 17 aprilie 2003, în Brașov) este o handbalistă română care joacă pentru echipa SCM Râmnicu Vâlcea pe postul de centru. Necula este și componentă a echipei naționale pentru tineret a României.
În 2019, Necula a făcut parte din echipa U17 a României care s-a clasat pe locul 5 la ediția FOTE de la Baku.

## Palmares
- FOTE
  - Locul V: 2019

## Distincții individuale
- Jucătoarea etapei și centrul etapei în Liga Națională: etapa a XVI-a (2019-20)[4]